# NGC 5492
NGC 5492 est une galaxie spirale située dans la constellation du Bouvier. Sa vitesse par rapport au fond diffus cosmologique est de 2 490 ± 17 km/s, ce qui correspond à une distance de Hubble de 36,7 ± 2,6 Mpc (∼120 millions d'al). NGC 5492 a été découverte par l'astronome germano-britannique William Herschel en 1792.
La classe de luminosité de NGC 5492 est II et elle présente une large raie HI. De plus, c'est une galaxie du champ, c'est-à-dire qu'elle n'appartient pas à un amas ou un groupe et qu'elle est donc gravitationnellement isolée.
À ce jour, cinq mesures non basées sur le décalage vers le rouge (redshift) donnent une distance de 47,200 ± 9,253 Mpc (∼154 millions d'al), ce qui est à l'intérieur des valeurs de la distance de Hubble. Notons cependant que c'est avec la valeur moyenne des mesures indépendantes, lorsqu'elles existent, que la base de données NASA/IPAC calcule le diamètre d'une galaxie et qu'en conséquence le diamètre de NGC 5492 pourrait être d'environ 29,9 kpc (∼97 500 al) si on utilisait la distance de Hubble pour le calculer.